# Магістерський тест навчальної компетентності
Магістерський тест навчальної компетентності (МТНК) — форма проведення вступного випробування до магістратури за спеціальностями галузей знань 05, 06, 07, 28, 29 (крім «Міжнародного права») для здобуття повної вищої освіти в Україні, введена у 2022 році (разом із магістерським комплексним тестом (МКТ) та національним мультипредметним тестом (НМТ)) через повномасштабне російське вторгнення в Україну. Покликана замінити на один рік традиційні вступні випробування у форматі ЄФВВ.
МТНК у 2022 році проходив у три сесії:
- основна — з 10 серпня до 17 серпня;
- додаткова — з 07 вересня до 10 вересня;
- спеціальна — з 29 вересня до 3 жовтня.

Намір складати МТНК, за даними УЦОЯО, підтвердили майже 34 тис. осіб, з них за кордоном — понад 1 400 українців і українок.

## Особливості вступу на магістратуру у 2022 році
Для вступу на магістратуру на основі ступеня бакалавра в 2022 році вступ відбуватиметься за результатами фахового іспиту в закладі вищої освіти. Для цього було необхідно зареєструватися у онлайн-кабінеті для проходження МТНК з 27 червня до 18 липня включно.
Також для кон'юнктурних спеціальностей галузей знань 05 «Соціальні та поведінкові науки», 06 «Журналістика», 07 «Управління та адміністрування», 28 «Публічне управління та адміністрування», 29 «Міжнародні відносини» (крім спеціальності 293 «Міжнародне право»)
передбачено проходження магістерського тесту навчальної компетентності (МТНК) які проводяться подібно до Національного мультипредметного тесту (НМТ).
- Курсанти — відповідно до Правил прийому закладу
- Спеціальності «Право» та «Міжнародне право» — Магістерський комплексний тест (іноземна мова та право)
- Спеціальності галузей знань 05, 06, 07, 28, 29 (крім «Міжнародного права») — Магістерський тест навчальної компетентності та фаховий іспит у закладі освіти
- Інші спеціальності:
  - на бюджетні місця — фаховий іспит у закладі освіти;
  - на контракт — мотиваційний лист[2].

## Завдання для проходження МТНК
МТНК — комп'ютерний онлайн-тест, що відбуватимуться в спеціальних тимчасових екзаменаційних центрах (як і НМТ), створених у населених пунктах України (за погодженням з органами державної влади), а також у деяких країнах Європи.
МТНК міститиме завдання, спрямовані на визначення загальної навчальної компетентності вступника. Їх укладають відповідно до Програми тесту загальної навчальної компетентності вступника (ТЗНК).
Тест складатиметься з двох частин
- вербально-комунікативного
- логіко-аналітичного компонентів.

Усього буде 33 завдання, з-поміж яких:
- - 10 завдань на заповнення пропусків у мікротексті (буде запропоновано доповнити речення в мікротексті словосполученнями / словами з наведених варіантів);
  - 23 завдання з вибором однієї правильної відповіді з чотирьох варіантів.

На виконання тесту відведено 75 хвилин.

## Календар проходження МТНК
1. Зареєструватися
  - для проходження основної сесії МТНК потенційні магістри могли з 27 червня до 18 липня включно, звернувшись до приймальної комісії закладу вищої освіти.
  - для проходження додаткової сесії — з 22 до 26 серпня включно;
  - для проходження спеціальної сесії — з 12 до 16 вересня включно;
2. Реєстрація електронних кабінетів — з 1 серпня.
3. Тестування проходять в основну, додаткову та спеціально організовану сесії.
  - основна — з 10 серпня до 17 серпня (реєстрація — з 27 червня до 18 липня включно; результати — до 24 серпня);
  - додаткова — з 07 вересня до 10 вересня (подання заяви на участь — з 22 до 26 серпня включно; отримання запрошення — до 3 вересня; результати — до 13 вересня);
  - спеціальна — з 29 вересня до 3 жовтня (подання заяви на участь — з 12 до 16 вересня включно; отримання запрошення — до 26 вересня; результати — до 6 жовтня).
4. Подання заяв для вступу розпочалося 16 серпня та завершується:
  - 23 серпня — для осіб, які вступають на основі індивідуальної усної співбесіди замість МТНК;
  - 15 вересня — для осіб, які вступають на основі результатів МТНК, МКТ або тільки фахового іспиту в закладі освіти.
5. Результати тестування
  - основної сесії — до 24 серпня;
  - додаткової сесії — до 13 вересня;
  - спеціальної сесії — до 6 жовтня;
6. Проведення фахових іспитів у ЗВО (на не кон'юнктурні спеціальності) — з 16 по 19 вересня.
7. Оприлюднення рейтингових списків на бюджет — не пізніше 20 вересня.
8. Підтвердження бажання навчатись на бюджеті — до 18:00 24 вересня.
9. Зарахування:
  - бюджет — 25 вересня;
  - контракт — визначається правилами прийому закладу, але не пізніше 30 листопада.

- Переведення на вакантні місця — до 10 жовтня[5].

## Особливості вступу 2022 року
- - Максимальне сприяння набору курсантів до військових і правоохоронних закладів освіти
  - Залучення військовослужбовців, добровольців Сил ТрО ЗСУ, рятувальників і правоохоронців, які зарекомендували себе у воєнний час
  - Можлива безоплатна друга освіта для тих, хто здобув першу цивільну освіту